# Gustavo Petro
Gustavo Francisco Petro Urrego, född 19 april 1960 i Ciénaga de Oro, är en colombiansk ekonom, politiker, före detta gerillakämpe, senator och Colombias 42:a president. Han besegrade Rodolfo Hernández Suárez i den andra omgången av presidentvalet den 19 juni 2022. Petro är den första vänsterkandidaten som blivit vald till Colombias president.

## Politisk karriär (kampanjer och presidentskap mm)

### Presidentkampanjen 2018
2018 var Gustavo Petro återigen presidentkandidat, denna gång kom han tvåa i den första presidentvalsomgången den 27 maj, och gick därmed vidare till andra omgången. Hans kampanj drevs av publicisterna Ángel Beccassino, Alberto Cienfuegos och Luis Fernando Pardo.